# Ungurei
Ungurei – wieś w Rumunii, w okręgu Alba, w gminie Roșia de Secaș. W 2011 roku liczyła 366 mieszkańców.